# Talcán
Talcán es un isla chilena, la mayor del grupo Desertores del archipiélago de Chiloé, perteneciente a la comuna de Chaitén. Tiene una superficie aproximada de 50 km², se divide en tres sectores principalmente, Talcán Oeste, Tendedor y Tecol y se encuentra ubicada al sur de la isla Chulín, entre el canal Desertores y el golfo de Corcovado. Actualmente, tiene una población de 220 habitantes, aproximadamente. Distante a 20 km al noroeste de Chaitén, la isla de Talcán pertenece administrativamente a la provincia de Palena. Su nombre proviene del mapudungún tralkan, que significa tronar. 
Tras la erupción del volcán Chaitén en mayo de 2008, Talcán se convirtió en el centro de operaciones del personal militar y científico que monitoreó el desarrollo de la catástrofe. Este episodio sumado a la problemática de posesión de tierras que sufrieron los lugareños, provocó la emigración de varias familias a ciudades de Chiloé. La emigración se ve favorecida también, por la ausencia de puestos laborales en la zona.[cita requerida]
Actualmente Isla Talcán junto a las demás islas del grupo Desertores, cuentan con generación eléctrica por energía eólica, en el sector de Tendedor se encuentra un aeródromo, sin embargo, la conexión de la isla con el continente se hace por vía marítima cada lunes del mes, donde los lugareños se abastecen y realizan trámites principalmente en la localidad de Achao.[cita requerida]

## Navegación
La isla Talcán tiene un  buen fondeadero de entre 5 y 6 m de profundidad, llamado bahía Edwards. Se encuentra ubicado en el sector medio  de  la isla mirando hacia Chiloé, protegido de los vientos norte y este, no así del viento sur y oeste, que son posibles de resguardar en la bahía principal, desde el sector de Tecol a Tendedor.[cita requerida]